# Universalnetz
Als Universalnetz wurde ein in den 1980er Jahren geplantes breitbandiges, integriertes Telekommunikationsnetz der Deutschen Telekom bezeichnet, das zusätzlich zum ISDN noch Dienste der Individualkommunikation wie Bildfernsprechen sowie die massenmedialen breitbandigen Verteildienste Fernsehen und Hörfunk integrieren sollte. Die Planung wurde allerdings in den 1980er Jahren eingestellt.
Um 1982 ergab sich nach der SPD-/FDP-Regierung eine begriffliche Verschiebung; zuvor wurde der Begriff Universalnetz häufig synonym für Breitband-ISDN und Integriertes Breitband Fernmeldenetz (IBFN) benutzt.